# Zuhal Olcay
Zuhal Olcay (nacida el 10 de agosto de 1957) es una actriz y cantante turca.

## Biografía
Se graduó del Conservatorio Estatal de Ankara, en 1976, iniciando su carrera como actriz de teatro y casandose el mismo año con su compañero Selçuk Yöntem, que también se convirtió en un conocido actor de Turquía. Después de tres años de matrimonio la pareja se divorció en 1987, y ella contrajo matrimonio por segunda ocasión en 1991 con el actor Haluk Bilginer. Se divorciaron en 2004.  Zuhal volvió a casarse con el empresario Zafer Olcay y se trasladó a Izmir.
Desde 1983, también comenzó a actuar en cine y se hizo famosa con películas como "Amansız Yol", "Kurşun Ata Ata Mordedor", "Bir Avuç Gökyüzü", "Halkalı Köle", y "Dünden Sonra Yarından Önce". En 1989 comenzó una exitosa carrera como cantante.
En 2018, fue condenada a 10 meses de prisión por insultar el Presidente de Turquía, Recep Tayyip Erdoğan. Ella supuestamente había revisado la letra de la canción "Boş Vermişim Dünyayı" (Me dejo llevar por el mundo), para decir "Recep Tayyip Erdoğan, esto está totalmente vacío, todo es una mentira, la vida va a terminar un día y te dicen "yo tenía un sueño'", acompañada por el gesto de un dedo. Una demanda fue presentada en su contra por la oficina del Fiscal de Estambul por insultar al presidente durante el concierto en 2016, pidiendo una sentencia de cuatro años de prisión. La cantante se ha defendido diciendo que no tenía ninguna intención de insultarlo a él y que el gesto fue dirigido a algunos de los espectadores de primera fila que hicieron comentarios negativos sobre ella.
Olcay previamente había sido multada con 10,620 liras ($2,708) por "insultar a un funcionario público" en el año 2010.
En 2016, su padre falleció por fibrosis quística. Su madre murió al año siguiente tras el tratamiento de un coágulo en el cerebro,

## Filmografía
- Sönmüş Ocak (1980)
- İhtiras Fırtınası (1983)
- Parmak Damgası (1985)
- Kurşun Ata Ata Biter (1985)
- Amansız Yol (1985)
- Genç ve Dul (1986)
- İstek (1986)
- Oteldeki Cinayet (1986)
- Halkalı Köle (1986)
- Ateşten Günler (1987)
- Gecenin Öteki Yüzü (1987)
- Dünden Sonra Yarından Önce (1987)
- Kara Sevdalı Bulut (1987)
- Bir Avuç Gökyüzü (1987)
- Bir Günah Gibi (1987)
- Gece Yolculuğu (1987)
- Sahte Cennete Veda / Aidu Au Faux Paradis (1988)
- Baharın Bittiği Yer (1989)
- Medcezir Manzaraları (1989)
- Gizli Yüz (1990)
- İki Kadın (1992)
- Ay Vakti (1993)
- Bir Sonbahar Hikayesi (1994)
- Artist Palas (1994)
- Aşk Üzerine Söylenmemiş Herşey (1995)
- 80. Adım (1996)
- İstanbul Kanatlarımın Altında (1996)
- Çatısız Kadınlar (1999)
- Salkım Hanımın Taneleri (1999)
- Hiçbiryerde (2001)
- Yeditepe İstanbul (2001)
- Simbiyotik (2004)
- Seni Çok Özledim (2005)
- Ankara Cinayeti 2006)
- İyi Seneler (2007)
- Geniş Zamanlar (2007)

## Discografía

### Álbum de Estudio
- Küçük Bir Öykü Bu (1989)
- Iki Çift Laf (1990)
- Oyuncu (1993)
- Ihanet (1998)
- Başucu Şarkıları (2001)
- Başucu Şarkıları 2 (2005)
- Aşk ın Halleri (2009)
- Başucu Şarkıları 3 (2015)

### Otros proyectos
- 1999 : Asansör Film Müzikleri
- 2000 : Bülent Ortaçgil Için Söylenmiş Bülent Ortaçgil Şarkıları
- 2002 : Hiçbiryerde Film Müzikleri
- 2003 : Metin Altıok Ağıtı
- 2004 : Soz Vermiş Şarkılar
- 2006 : 41 Kere Maşallah
- 2006 : Nazim: Fazil Say
- 2006 : Pop 2006
- 2007 : Bulutsuzluk Özlemi 20 Yaşında
- 2008 : Güldünya Şarkıları
- 2009 : Mucize Nağmeler
- 2009 : Buğra Uğur'el 30 yıl de la escuela primaria